# Monique (cantante)
Monique, pseudonimo di Monika Pundziūtė (Širvintos, 20 settembre 1997), è una cantante lituana.

## Biografia
Originaria di Širvintos, si è trasferita all'età di 16 anni a Vilnius, dove si è diplomata al Juozo Tallat-Kelpšos konservatorija dell'omonima città a luglio 2016. L'anno precedente ha partecipato a X Faktorius, la versione lituana di X Factor, la cui vittoria le ha fruttato un contratto con la Sony Music. Il secondo album in studio dell'artista, intitolato Sun, ha totalizzato oltre 40 settimane nella top forty della classifica lituana e ha permesso all'artista di ottenere tre candidature ai Muzikos asociacijos metų apdovanojimai, i principali premi musicali nazionali, vincendone una come Artista dell'anno. Ha conquistato il suo miglior posizionamento nella Albumų Top 100 grazie a Virš vandens, messo in commercio nel 2018, che ha esordito al 3º posto.
Nel 2020 ha preso parte a Pabandom iš naujo!, il processo di selezione eurovisiva lituano, presentando Make Me Human. Grazie ai voti del televoto è riuscita a qualificarsi per la finale, dove è terminata al 2º posto con 20 punti. Il brano ha riscosso successo, divenendo la prima top twenty della cantante nella hit parade dei singoli. L'anno seguente ha iniziato a lavorare per la divisione baltica della Warner.

## Discografia

### Album in studio
- 2017 – Moon (con Mark Les)
- 2017 – Sun
- 2018 – Virš vandens
- 2025 – Sopa (come Monika Pundziūtė)

### EP
- 2023 – Ir tik dėl jos

### Singoli
- 2016 – Dviese (con Vaidas Baumila)
- 2017 – Palauk dar
- 2017 – Nauja istorija (con Mark Les)
- 2017 – Man nebaisu
- 2017 – Aš viena
- 2017 – Another Mistake (con Mark Les)
- 2018 – Nenoriu grįžt namo
- 2018 – Ne gėda jaust
- 2018 – Žinau ką turiu
- 2018 – Planai
- 2018 – L.A.
- 2019 – Ateities žmogus (con Mantas Jankavičius)
- 2019 – Virš vandens
- 2019 – Paprasta (con Free Finga)
- 2020 – Make Me Human
- 2020 – Baby Blue (con Justinas Jarutis)
- 2020 – Déjà vu (con Mark Les)
- 2020 – Viskas per tave
- 2020 – Jauni
- 2020 – Nemiga
- 2021 – Friends
- 2021 – Lay Me Down
- 2021 – Ne Kalėdos be tavęs
- 2022 – Paleidžiu tave
- 2022 – Pirmi kartai (con gli Jautì)
- 2022 – Palauksiu kol užmigsi
- 2022 – Išsišokim (con Džiugas Širvys)
- 2022 – Mačiau ją
- 2023 – Atvirkščias pasaulis (con Džiugas Širvys e Justinas Jarutis)
- 2024 – Pavasaris
- 2025 – Grievu nieko nesugriaudamas (come Monika Pundziūtė)
- 2025 – Sopa (come Monika Pundziūtė)